# Vordemwald
Vordemwald (schweizertyska: Voremwaud) är en ort och kommun i distriktet Zofingen i kantonen Aargau, Schweiz. Kommunen har 2 013 invånare (2023).